# O familie modernă
Modern Family (O familie modernă) este un sitcom de familie american creat de Christopher Lloyd și Steven Levitan pentru American Broadcasting Company (ABC). Difuzat prima dată pe 23 septembrie 2009, serialul urmează viața lui Jay Pritchett și a familiei sale, toți locuind în suburbiile Los Angelesului.

## Distribuție și personaje
- Ed O'Neill - Jay Pritchett
- Sofía Vergara - Gloria Delgado
- Julie Bowen - Claire Dunphy
- Ty Burrell - Phil Dunphy

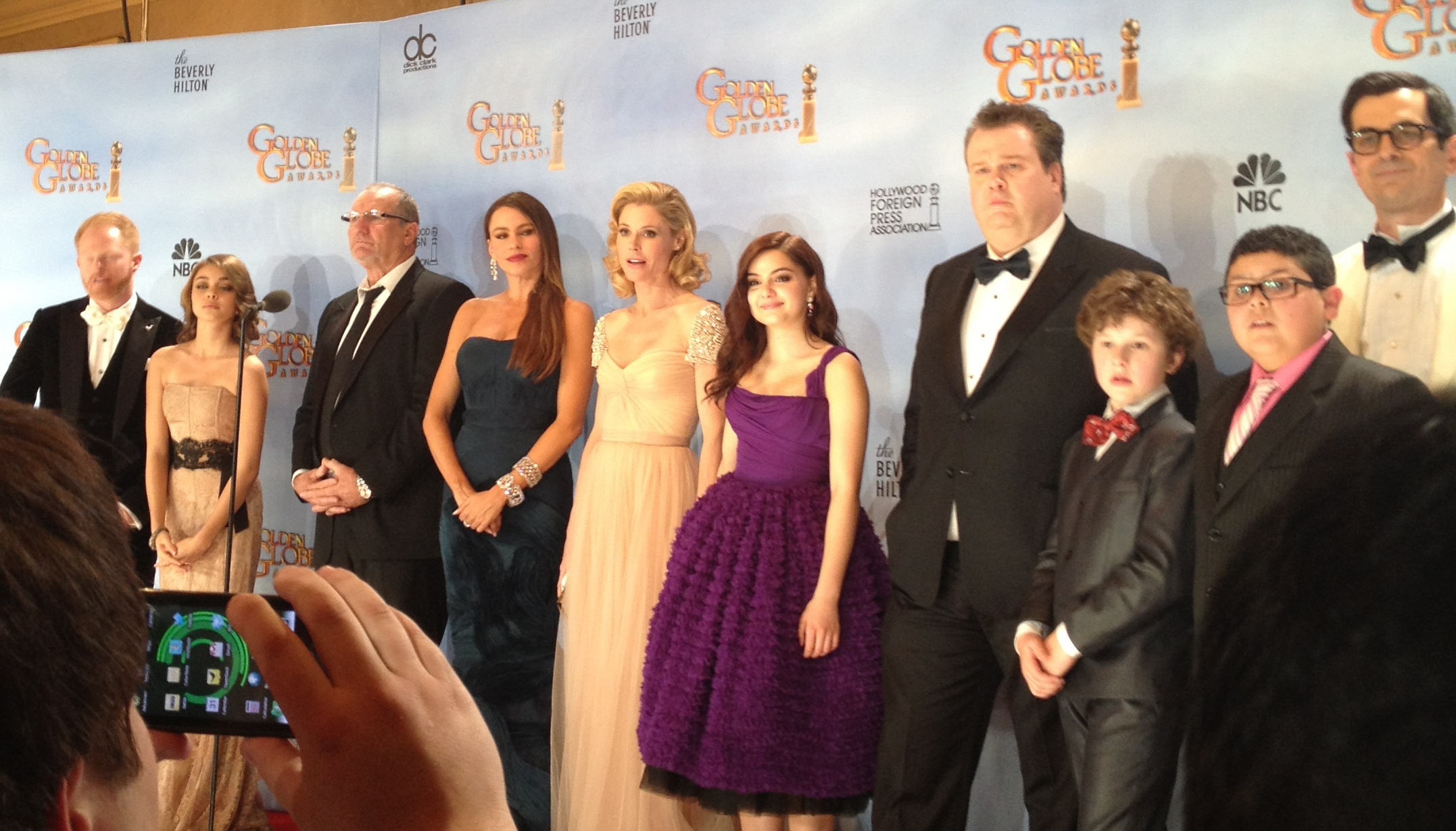
Distribuția serialului

- Jesse Tyler Ferguson - Mitchell Pritchett
- Eric Stonestreet - Cameron Tucker
- Sarah Hyland - Haley Dunphy
- Ariel Winter - Alex Dunphy
- Nolan Gould - Luke Dunphy
- Rico Rodriguez - Manny Delgado
- Aubrey Anderson-Emmons - Lily Tucker-Pritchet (principalele sezoane 3-prezent, portretizate de Jaden Hiller și Ella Hiller în sezoanele 1 și 2)
- Jeremy Maguire - Fulgencio "Joe" Pritchett-Delgado (sezoane recurente 4-6, anotimpuri principale 7-prezent, portretizate de Rebecca și Sierra Mark în sezonul 4 și Pierce Wallace în sezonul 5 și 6)